# Cercle de Gao
Le cercle de Gao est une collectivité territoriale malienne dans la région de Gao.
Il compte 7 communes : Anchawadi, Gabéro, Gao, Gounzoureye, N'Tillit, Soni Ali Ber et Tilemsi.

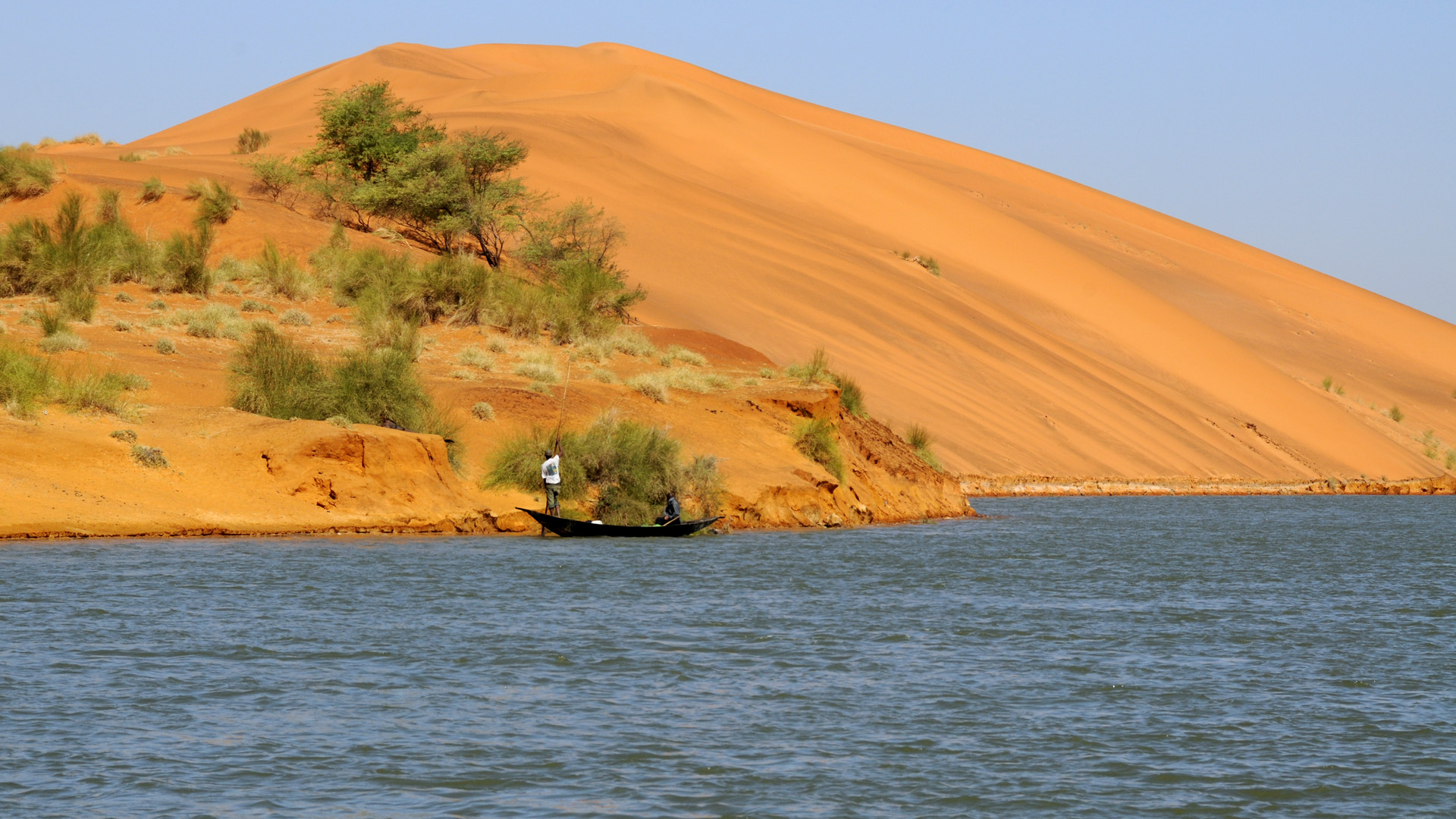
Koïma, un village de la commune de Gao
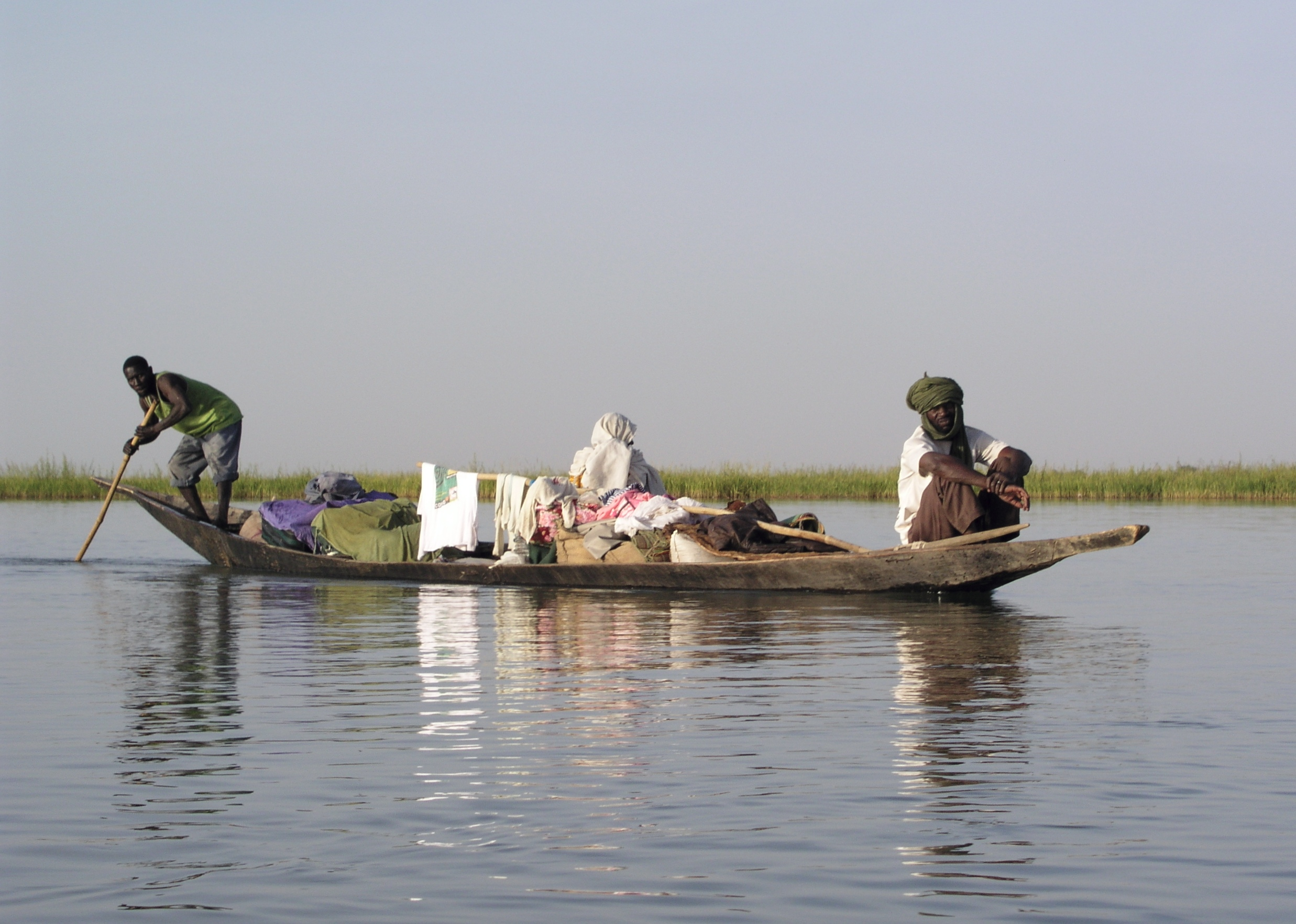
Sur le fleuve Niger